# Acanthochitona noumeaensis
Acanthochitona noumeaensis är en blötdjursart som beskrevs av Eugène Leloup 1941. Acanthochitona noumeaensis ingår i släktet Acanthochitona och familjen Acanthochitonidae. Inga underarter finns listade i Catalogue of Life.